# Norums församling
Norums församling är en församling i Uddevalla och Stenungsunds kontrakt i Göteborgs stift. Församlingen ligger i Stenungsunds kommun i Västra Götalands län och ingår i Stenungsunds pastorat.

## Administrativ historik
Församlingen har medeltida ursprung. 
Församlingen var till 1 maj 1845 annexförsamling i pastoratet Spekeröd och Norum. Sedan 1 maj 1845 ingår församlingen i pastorat tillsammans med Ödsmåls församling, till 1 juli 1972 som annexförsamling, därefter som moderförsamling.

## Kyrkobyggnader
- Norums kyrka

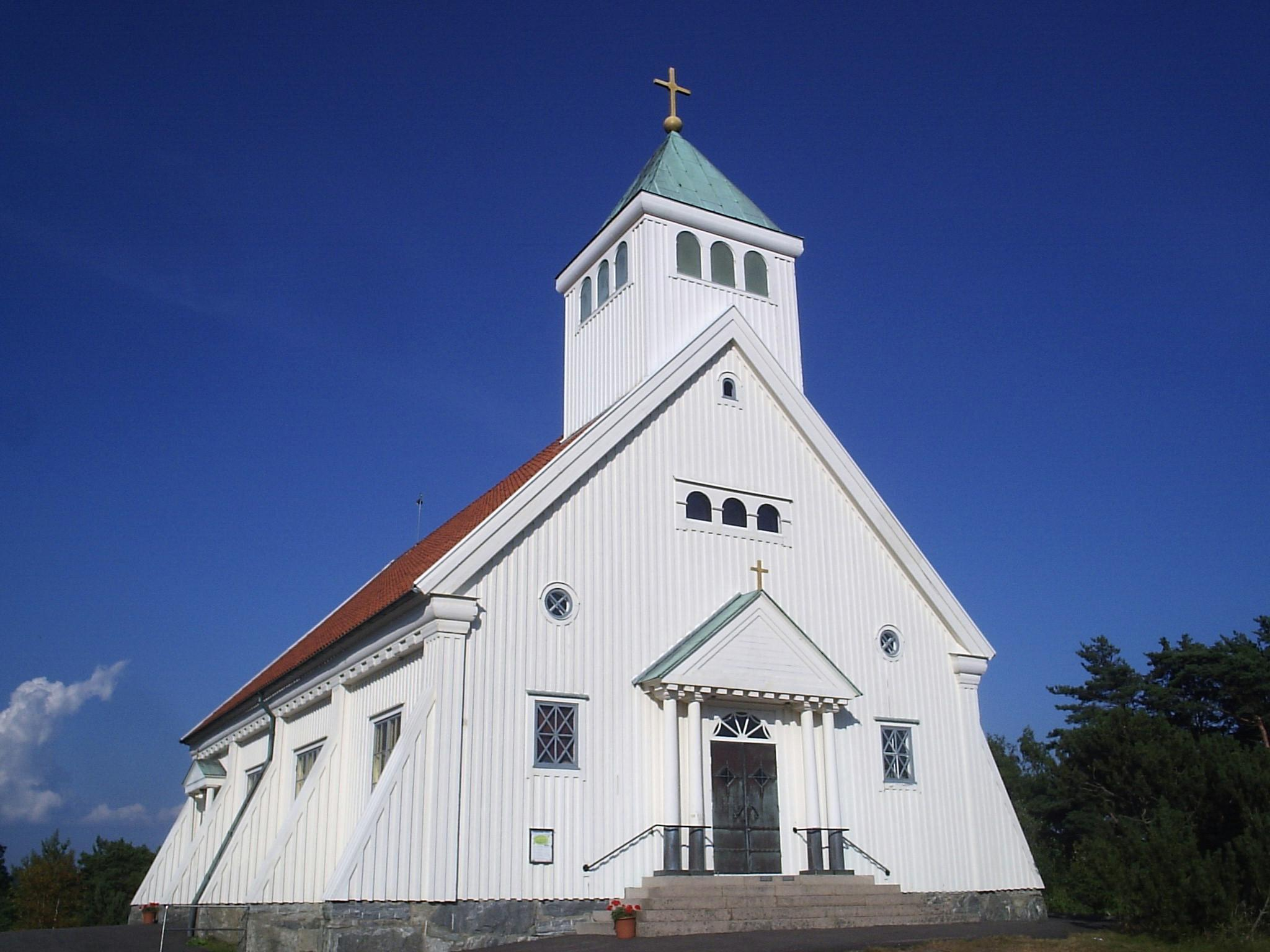
Stenungsunds kapell
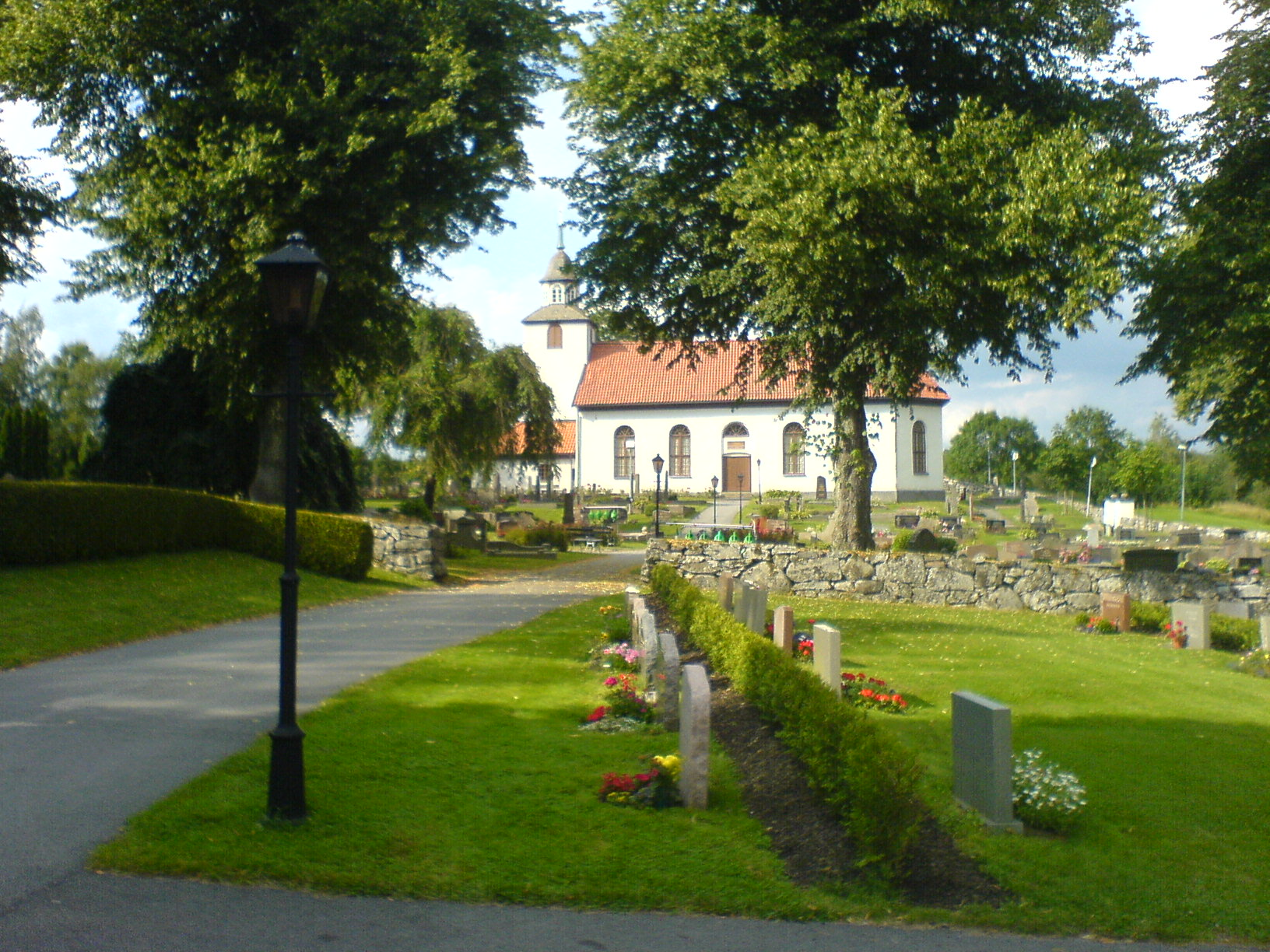
Norums kyrka är församlingens församlingskyrka
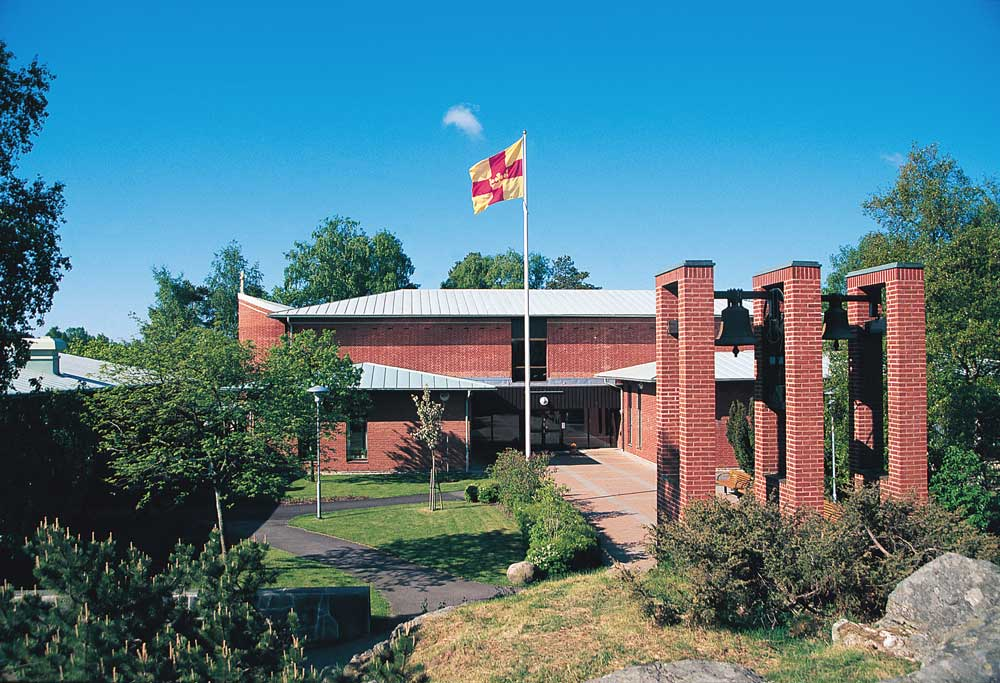
Kristinedalkyrkan

- Stenungsunds kapell
- Norums kyrka är församlingens församlingskyrka
- Kristinedalkyrkan

### Fotnoter
1. ↑  Nationell Arkivdatabas Referenskod: SE/141502000, läst: 13 augusti 2018.[källa från Wikidata]
2. ↑  Stift, kontrakt och pastorat i nummerordning med ingående församlingar 2020-01-01, SCB, läs online.[källa från Wikidata]
3. 1 2  Medlemmar i Svenska kyrkan i förhållande till folkmängd den 31.12.2019 per församling, kommun och län samt riket, Svenska kyrkan, läs online.[källa från Wikidata]
4. ↑  ”Förteckning (Sveriges församlingar genom tiderna)”. Skatteverket. 1989. http://www.skatteverket.se/privat/folkbokforing/omfolkbokforing/folkbokforingigaridag/sverigesforsamlingargenomtiderna/forteckning.4.18e1b10334ebe8bc80003999.html. Läst 17 december 2013.